# Ligne 4 du métro de Séville
La ligne 4 (en espagnol : Línea 4 del metro de Sevilla) est un projet de ligne du réseau du métro de Séville, suivant un trajet circulaire.
Sur un tracé de 17,3 km et 23 stations majoritairement en souterrain, la ligne 4 desservira plusieurs quartiers de Séville. Elle sera en correspondance avec la ligne 1, la ligne 2 et la ligne 3, les lignes de bus et les trains de banlieue.
Le tracé de la ligne est présenté en décembre 2011, mais il est révélé en mai 2019 que la documentation technique pour sa réalisation est incomplète.

## Historique
Le projet de la ligne 4 est présenté en août 2000, plus de quinze ans après l'abandon du projet initial de réseau métropolitain à trois lignes.
La rédaction de l'avant-projet définitif commence en octobre 2007, et celui-ci est soumis à concertation publique en juin 2010. En mars 2011, le gouvernement andalou présente une version amendée de l'avant-projet définitif, prévoyant l'enfouissement du parcours entre La Cartuja et le Casco Antiguo et le déplacement du garage-atelier de La Cartuja au sous-sol du boulevard de Tamarguillo, dans le district de Nervión. L'étude de projet est publiée neuf mois plus tard, sans qu'une date de début de chantier ne soit donnée.
Ayant annoncé en mai 2019 que l'étude de projet de décembre 2011 n'était complète que pour les deux tiers de la ligne, le gouvernement andalou entreprend une mise à jour de l'étude de viabilité de la ligne, qui prévoit 34,42 millions de voyageurs par an pour un coût de 1,316 milliard €.

## Caractéristiques

### Ligne
La ligne comptera 23 stations et parcourra 17,3 km, dont 89 % en souterrain, circulant en surface dans le secteur de la tour Triana. Elle suivra un trajet circulaire dans Séville, se connectant avec la ligne 1, la ligne 2 et la ligne 3,.

### Stations et correspondances
|  |   |  | Station                   | Communes | Correspondances             |
|  | - |  | ------------------------- | -------- | --------------------------- |
|  | x |  | Torre Triana              | Séville  | Ligne 2 du métro de Séville |
|  | x |  | Expo                      | Séville  |                             |
|  | x |  | Américo Vespucio          | Séville  |                             |
|  | x |  | Ingenieros                | Séville  |                             |
|  | x |  | Remo                      | Séville  |                             |
|  | x |  | José Díaz                 | Séville  |                             |
|  | x |  | Hospital Virgen Macarena  | Séville  | Ligne 3 du métro de Séville |
|  | x |  | Pío XII                   | Séville  |                             |
|  | x |  | Llanes                    | Séville  |                             |
|  | x |  | Carretera de Carmona      | Séville  |                             |
|  | x |  | Pedro Romero              | Séville  |                             |
|  | x |  | Carretera Amarilla        | Séville  | Ligne 2 du métro de Séville |
|  | x |  | Clemente Hidalgo          | Séville  |                             |
|  | x |  | Ramón y Cajal             | Séville  |                             |
|  | x |  | Ronda del Tamarguillo     | Séville  |                             |
|  | x |  | Celestino Mutis           | Séville  |                             |
|  | x |  | Hospital Virgen del Rocío | Séville  | Ligne 3 du métro de Séville |
|  | x |  | Reina Mercedes            | Séville  |                             |
|  | x |  | Delicias                  | Séville  |                             |
|  | x |  | Virgen de la Oliva        | Séville  |                             |
|  | x |  | Parque de los Príncipes   | Séville  | Ligne 1 du métro de Séville |
|  | x |  | San Jacinto               | Séville  |                             |
|  | x |  | Ronda de Triana           | Séville  |                             |